# Лик, Уильям Мартин
Уильям (Вильям) Мартин Лик (англ. William Martin Leake; 1777—1860) — английский офицер-артиллерист, неоднократно исполнявший, начиная с 1799 года, поручения своего правительства в Османской империи; дипломат при Али-паше (ум. 1822). Его мемуары представляют исторический интерес; топограф и археолог, известный исследованиями в Греции и Малой Азии; антиквар и нумизмат.
Член Лондонского королевского общества. Член джентльменского «Литературного клуба», учредителем которого был С. Джонсон в 1764 году.
Умер 6 января 1860 года, похоронен на лондонском кладбище Кенсал-Грин.

## Труды
- «Researches in Greece» (1814)
- «Travels in the Morea» (Лондон, 1830)
- «Travels in Northern Greece» (Кембридж, 1835)
- «Topography of Athens» (Л., 1821; 2 изд., Кембридж, 1841)
- «Greece at the end of twenty-three years’ protection» (Л., 1851)
- «Numismata Hellenica» (1851—1859)
- Мемуары (1864).